# Köstitz
Köstitz is een dorp in de Duitse gemeente Pößneck in het Saale-Orla-Kreis in Thüringen. Het wordt voor het eerst genoemd in een oorkonde uit 1350.  Al in 1919 werd het dorp bij de gemeente Pößneck gevoegd.